# Siancimun
Siancimun is een bestuurslaag in het regentschap Padang Lawas Utara van de provincie Noord-Sumatra, Indonesië. Siancimun telt 2804 inwoners (volkstelling 2010).